# カンブール・スタディオン
カンブール・スタディオン（Cambuurstadion）は、オランダ・フリースラント州レーワルデンにあるサッカー専用スタジアム。SCカンブールがホームスタジアムとして使用している。

## 概要
1936年9月12日、レーワルデン自治体の運動公園として開場した。当初は砂地のピッチに立ち見席があるという簡素な作りだったが、1949年に屋根付きの立ち見席へと改良され、1980年に3つの着席専用スタンドが建設された。
2017年7月18日、レーワルデンの市議会にて新スタジアム建設に関する計画が話し合われ、完成予定2022年4月の収容人数15,000人を誇るスタジアムを建設することが決定した。2020年11月にプロジェクトの中心だったヴィーケルフェステ社が撤退したため、大幅な工期の遅延が起こったが、2022年7月から新スタジアム建設が着工され、2023年12月から翌年4月の竣工を目処に計画が進められている。

## 開催された主なイベント
- 国際親善試合
  - 1966年10月19日  U-23オランダ代表 4-1  U-23イスラエル代表

## ギャラリー

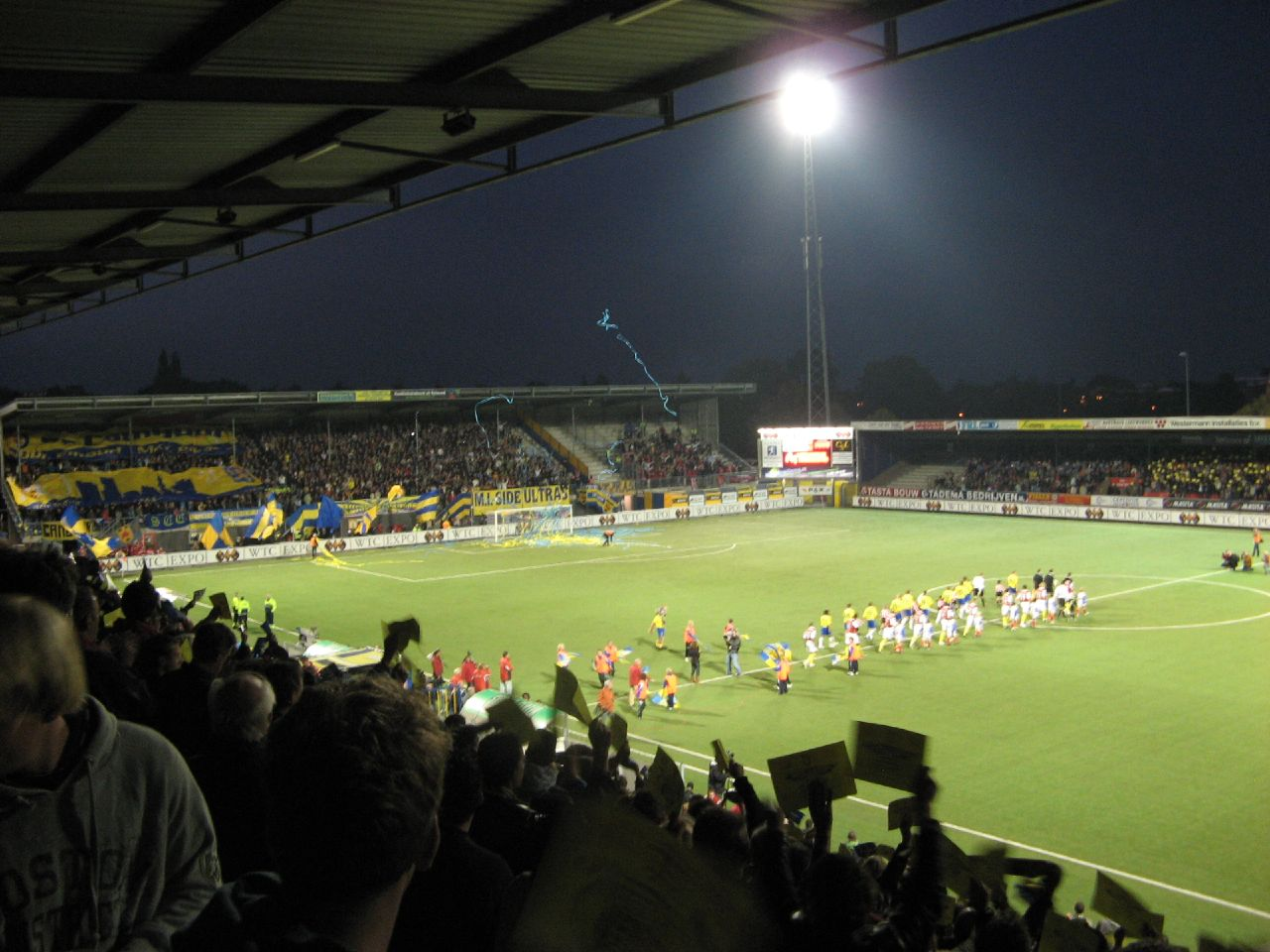
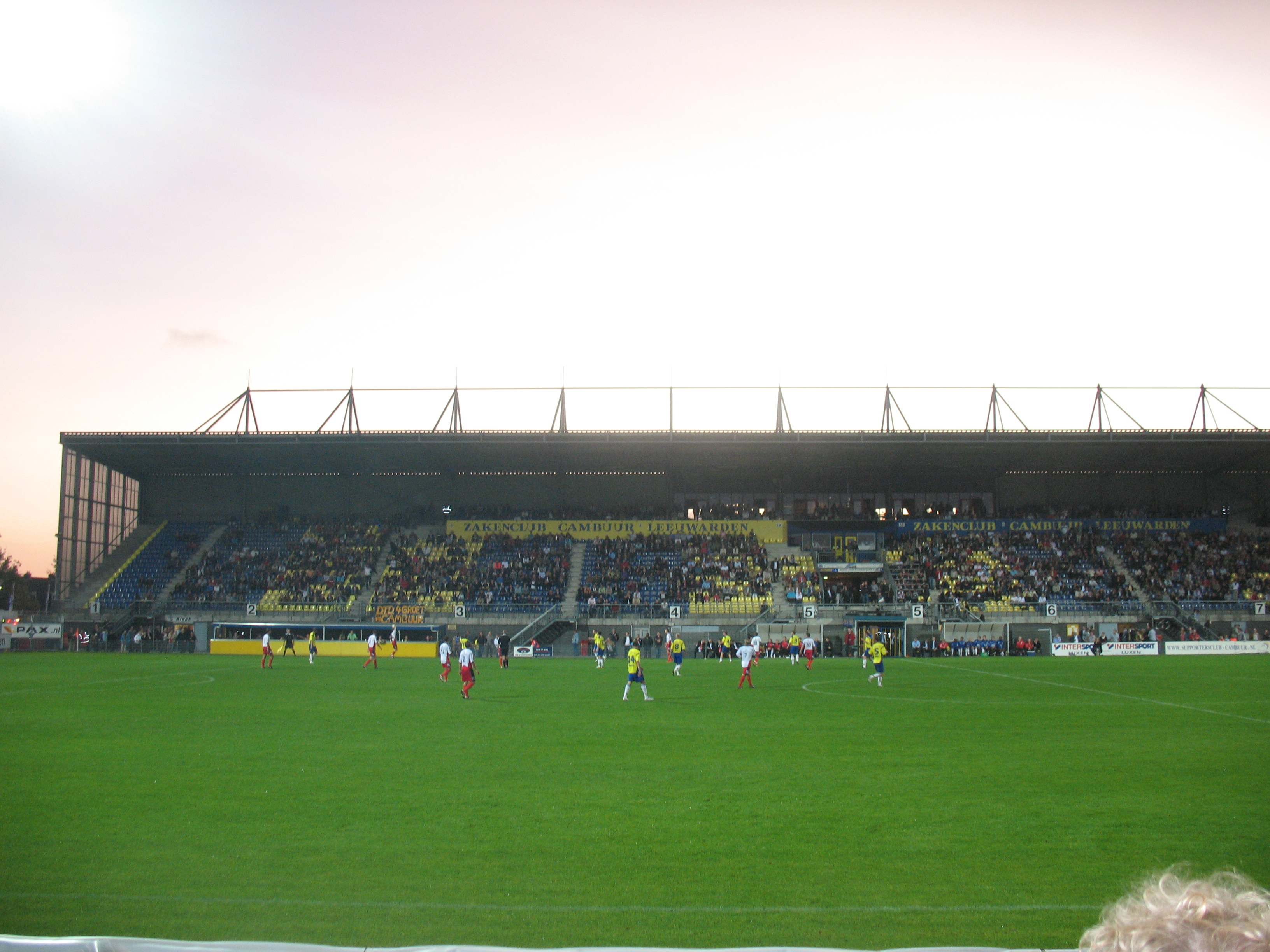